# Догсомын Бодоо

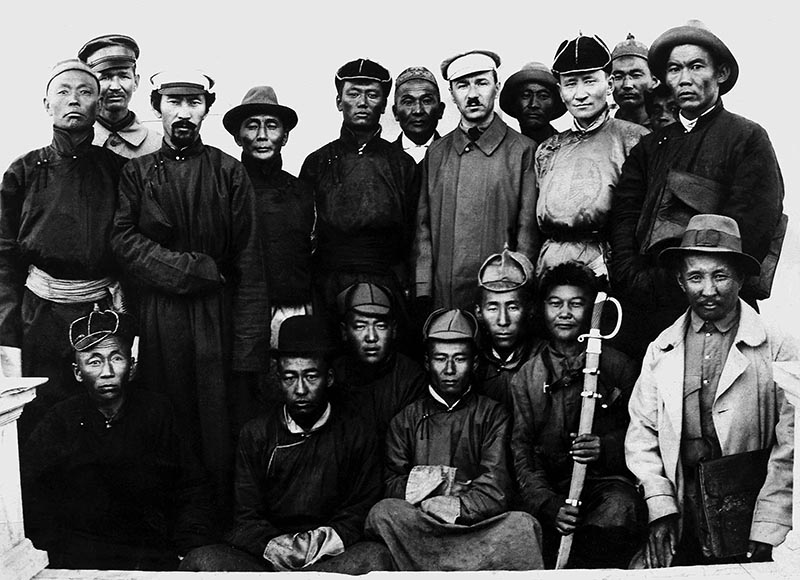
Монгольские революционеры, слева направо стоят: ?, ?, Элбекдоржи Ринчино, Солийн Данзан, Сухэ-Батор, Ажвагийн Данзан, Б. З. Шумяцкий, ?, Догсомын Бодоо

Догсомын Бодоо (1885—1922) — политический деятель Монголии. Был выдающимся монгольским политиком начала XX века, одним из основателей Монгольской народно-революционной партии. Он был избран лидером временного революционного правительства и после революции во внешней Монголии 1921 года стал первым премьер-министром страны с июля 1921 по январь 1922 года. Борьба за власть привела к его отставке 7 января 1922 года. Впоследствии ему было предъявлено обвинение в государственной измене за заговор с целью свержения правительства, и он был казнен 31 августа 1922 года.

## Биография

### Ранние годы и образование
Бодоо родился в 1885 году в отоке Дэндэвийн, приписанном к монастырю Манджушри (ныне сомон Сэргэлэн аймака Туве). Обучался в ургинской школе монгольской письменности, затем работал писарем при Шабинском ведомстве Богдо-гэгэна, преподавателем при российской консульской школе переводчиков. Владел тибетским, маньчжурским, китайским и русским языками. Стал корректором в газете «Монгольские ведомости» (монг. Монголын сонин бичиг), издававшейся 1909—1918 годах в Харбине при русском управлении КВЖД, затем — журналистом, издавая в Урге в 1913—1924 годах под псевдонимами «Бо» и «Болд» газету «Новое зерцало» (монг. Шинэ толь) совместно с Ц. Жамцарано. В процессе этой работы от своих многочисленных знакомых в русской среде впервые познакомился с большевизмом.

### Революционная деятельность
После оккупации Монголии в 1919 году войсками Сюй Шучжэна Бодоо основал в Урге подпольную группу «Консульский холм» (монг. Консулын дэнж), в которую, на момент её создания, вошёл также его личный русскоязычный переводчик Чойбалсан, а также Чагдаржав. В начале 1920 года на антикитайских и просоветских позициях группа Бодоо объединилась с другой подпольной организацией, «Восточным хурэ» Данзана, а 25 июня с подачи большевистских резидентов в Урге ими было провозглашено создание Монгольской народной партии.
В августе 1920 года Бодоо в составе делегации Монгольской народной партии в Иркутске вел переговоры с представителями Коминтерна. После достижения соглашения о поставках оружия новообразуемой монгольской народной армии для борьбы с китайцами, Бодоо вернулся в Ургу, в то время как другие участники делегации МНП были отправлены в Москву или остались в Иркутске. На протяжении последующего года Бодоо оставался в столице, передавая в РСФСР сведения сначала о китайском гарнизоне, а затем, после взятия города Унгерн-Штернбергом, — об Азиатской дивизии. 1 марта 1921 года на I Съезде МНП Бодоо был избран министром иностранных дел Народного правительства, а 16 апреля сменил Чагдаржава на посту премьер-министра, совместив обе должности. В сентябре участвовал в комиссии по подготовке монголо-советского договора о дружбе. В составе монгольской делегации в РСФСР встречался с Лениным.
Обвинения Данзана получили распространение в конце 1921 года после того, как кампания Бодоо (первоначально спровоцированная Советами) по "модернизации" народа путем насильственного срезания “феодальных” украшений с монгольских дил, таких как большие манжеты, женские украшения и даже длинные волосы, вызвала гневную реакцию общественности. Почувствовав слабость политической позиции Боду, Данзан обвинил его в заговоре с харизматичным лидером за независимость Джа Ламой, а также с китайцами и американцами с целью подорвать революцию и установить автократическое правительство. 7 января 1922 Бодоо подал в отставку с поста премьер-министра. Министр финансов Солийн Данзан, с которым у него был конфликт, обвинил его в тайных связях с Джа-ламой. Сухэ-Батор, опасавшийся усиления Бодоо, согласился объявить его «врагом народа», и 31 августа 1922 года он был казнён.
Чтобы резко критиковать казнь Бодоо со стороны влиятельных религиозных групп (Бодоо был ламой), партийные лидеры, включая Сухэ-Батора, пригласили Хутагта, или воплощенного святого, Джалханза Хутагта Содномына Дамдинбазара стать следующим премьер-министром.
После своей смерти Бодоо был заклеймен официальными историками как предатель и контрреволюционер, особенно во время правления Чойбалсана. Его вклад в революцию по большей части игнорировался и забывался. Бодоо был реабилитирован в 1962 году.